# Aurdal
Aurdal is een plaats in de Noorse gemeente Nord-Aurdal, provincie Innlandet. Aurdal telt 724 inwoners (2007) en heeft een oppervlakte van 1,1 km².